# Hristo Hristov (atleta)
Hristo Hristov (in bulgaro Христо Христов?; Pleven, 2 gennaio 1935 – 10 luglio 2015) è stato un astista bulgaro.

## Biografia
Nel 1960 fu primo ai Giochi dei Balcani. Lo stesso anno partecipò alle Olimpiadi di Roma dove giunse decimo nella finale di salto con l'asta.

## Palmarès
| Anno | Manifestazione     | Sede  | Evento           | Risultato | Prestazione | Note  |
| ---- | ------------------ | ----- | ---------------- | --------- | ----------- | ----- |
| 1960 | Giochi dei Balcani | Atene | Salto con l'asta | Oro       | 4,50 m      |       |
| 1960 | Giochi olimpici    | Roma  | Salto con l'asta | 10º       | 4,40 m      | [ 3 ] |